# Powiatowa Komenda Uzupełnień Warszawa Miasto
Powiatowa Komenda Uzupełnień Warszawa Miasto (PKU Warszawa Miasto) – organ wojskowy właściwy w sprawach uzupełnień Sił Zbrojnych II Rzeczypospolitej i administracji rezerw w powierzonym mu okręgu.

## Historia komendy
15 listopada 1921 roku, w związku z wprowadzeniem podziału kraju na dziesięć okręgów korpusów oraz wprowadzeniem pokojowej organizacji służby poborowej, na obszarze Okręgu Korpusu Nr I została utworzona dyspozycyjna Powiatowa Komenda Uzupełnień Warszawa Miasto z siedzibą przy ul. Konwiktorskiej 1. PKU Warszawa Miasto rozpoczęła urzędowanie w nowym lokalu w poniedziałek 21 listopada 1921 roku o godz. 9.00. Tego samego dnia zostały zlikwidowane trzy komendy funkcjonujące dotychczas na terenie miasta stołecznego Warszawy, a mianowicie: PKU 1 pp Leg., PKU 5 pp Leg. i PKU 21 pp. Powiaty warszawski i grójecki zostały włączone do nowo powstałej PKU Warszawa Powiat. PKU Warszawa Miasto dzieliła się na trzy działy: poborowy, ewidencji i statystyki (rejestracja szeregowych i oficerów) oraz ogólny, w skład którego wchodziła kancelaria i referat gospodarczy. Pracami każdego z działów kierował I referent.
W związku z utworzeniem PKU Warszawa Miasto Komisariat Rządu na m. st. Warszawę wydał zarządzenie w sprawie utworzenie jednej komisji przeglądowej lekarskiej przy „Dyspozycyjnej PKU Warszawa Miasto” w miejsce dotychczasowych czterech komisji przeglądowych:
- komisja przeglądowa nr 1 przy PKU 1 pp Leg. z siedzibą przy ul. Nowolipki 53,
- komisja przeglądowa nr 2 przy PKU 1 pp Leg. z siedzibą w koszarach artyleryjskich przy ul. Petersburskiej na Pradze (barak nr 1),
- komisja przeglądowa przy PKU 5 pp Leg. z siedzibą przy ul. Długiej 61,
- komisja przeglądowa przy PKU 21 pp z siedzibą przy ul. Miodowej 6 (dawniej 4).

Nowa komisja rozpoczęła urzędowanie 21 listopada 1921 roku przy ul. Miodowej 6. Komisja każdego tygodnia rozpatrywała sprawy w sposób następujący:
- we wtorki sprawy z II rejonu ewidencyjnego (Komisariaty PP nr 3, 5, 7, 19 i 26),
- w środy sprawy z IV rejonu ewidencyjnego (komisariaty PP nr 9, 13, 16, 20 i 21) oraz V i VI (Praga) rejonów ewidencyjnych (komisariaty PP nr 14, 15, 17, 18, 24 i 25),
- w piątki sprawy z I rejonu ewidencyjnego (komisariaty PP nr 1, 2, 4, 10 i 12) oraz III rejonu ewidencyjnego (komisariaty PP nr 6, 8, 11, 22 i 23).

Przewodniczącymi komisji przeglądowej zostali wyznaczeni por. kaw. Mieczysław Henryk Fiedler i por. Suszyński, natomiast lekarzami kpt. Ignacy Ludwik Antosiewicz z b. PKU 1 pp Leg. i mjr Antoni Szwojnicki z b. PKU 21 pp.
W styczniu 1922 roku utworzono drugą lekarską komisję poborową z siedzibą przy ul. Długiej 27, która funkcjonowała we wtorki, czwartki i soboty.
W dniach 21-25 stycznia 1922 roku PKU Warszawa Miasto zawiesiła przyjmowanie interesantów w związku z przeniesieniem siedzy z ul.Konwiktorskiej 1 na ul. Przejazd 10.
W lipcu 1922 roku dotychczasowa PKU Warszawa Miasto została zlikwidowana, a w jej miejsce utworzono trzy nowe Powiatowe Komendy Uzupełnień Warszawa: Miasto I, Miasto II i Miasto III.

## Obsada personalna
- komendant – płk piech. Mieczysław Antoni Tarczyński[b]
- I referent (dział poborowy) – mjr piech. Stanisław Jan Tyro[c]
- I referent (dział ewidencji i statystyki) – mjr piech. Edmund Lubański[d]
- I referent (dział ogólny) – mjr kaw. Włodzimierz Ter-Gazarow[e]